# Herserange
Herserange är en kommun i departementet Meurthe-et-Moselle i regionen Grand Est (tidigare regionen Lorraine) i nordöstra Frankrike. Kommunen ligger i kantonen Herserange som tillhör arrondissementet Briey. År 2022 hade Herserange 4 176 invånare.

## Befolkningsutveckling
Antalet invånare i kommunen Herserange
| Referens: INSEE |